# 173

173(백칠십삼)은 172보다 크고 174보다 작은 자연수다.

## 수학
- 40번째 소수(素數)다. 앞의 소수는 167, 다음 소수는 179다.
  - 13번째 소피 제르맹 소수(↔ 347)다. 앞의 소피 제르맹 소수는 131, 다음은 179다.
- 피타고라스 삼조의 빗변의 길이이다. ({\displaystyle 52^{2}+165^{2}=173^{2}})[a]
- {\displaystyle 173=53+59+61}
  - 연속하는 세 소수(素數)의 합으로 나타낼 수 있으며, 이 성질을 지닌 앞의 수는 159, 다음 수는 187이다.
- {\displaystyle 173=2^{2}+13^{2}}
  - 서로 다른 두 소수(素數)의 제곱합으로 나타낼 수 있는 수다.
- {\displaystyle 80^{4}-1}은 173으로 나누어떨어진다.

## 과학
- NGC 173:  고래자리 방향에 있는 정상나선은하

## 교통
- 고속도로 및 국도
  - 대한민국 익산평택고속도로지선의 노선 번호.
  - 일본 173번 국도(일본어판): 오사카부 이케다시에서 교토부 아야베시까지 이어지는 일본의 국도.
- 기타 도로
  - 현도 제173호선

## 문화유산
- 대한민국의 국보 제173호: 청자 퇴화점문 나한좌상
- 대한민국의 보물 제173호: 울주 망해사지 승탑
- 대한민국의 사적 제173호: 경주 일성왕릉

## 방송
- 스카이라이프의 영국 공영 방송인 BBC 뉴스의 채널 번호.
- 지니 TV의 Ball TV 채널 번호.
- B tv의 애니원 채널 번호.
- LG헬로비전의 빌리어즈TV 채널 번호.

## 기타
- 연도: 173년, 기원전 173년